# 꾸러기 안전일기
꾸러기 안전일기는 1999년 3월 5일부터 2000년 1월 28일까지 EBS TV에서 방송된 어린이 대상 안전 교육 프로그램이다. 코미디언 표인봉, 아역 배우 전성초가 진행을 맡았다. 안전모를 쓴 어린이 캐릭터인 초롱이(성우 조영미)는 이야기 진행, 안전 사고 예방법 설명과 같이 프로그램 진행을 도와주는 역할을 맡았다. 연출은 박희상 프로그램 내레이션은 성우 신한호가 맡았다.

## 코너
- 오늘의 안전일기: 어린이 안전 사고 사례자의 실화를 재연한 코너이다.
- 왜 이런 일이: 안전 사고의 원인을 과학 실험을 통해 접근한 코너이다.
- 다시 쓰는 안전일기: 초롱이 캐릭터가 안전 사고를 경고하는 내용이 추가된 코너이다.
- 함께 불러요: 안전 사고 예방법을 노래로 배우는 코너이다.
- 엄마와 함께 해요: 안전 사고 예방법을 소개하는 내용을 담은 코너이다.

## 부제명(서브 타이틀)
1. 무서운 젖은 손
2. 가스불과 라면
3. 횡단보도에서 생긴 일
4. 날개가 있었다면
5. 폭죽이 망친 생일파티
6. 앗 뜨거워!
7. 공포의 계단
8. 자전거와 왕자님
9. 이거 장난감 총 맞아요?
10. 위험한 롤러블레이드 경주
11. 귓속의 바퀴벌레
12. 비탈진 산길에서
13. 약은 사탕이 아니에요
14. 자동차가 뒤로 가요
15. 어! 눈이 안 떠져요
16. 컴퓨터는 내 친구?
17. 모처럼 목욕하던 날
18. 그네 위의 람보
19. 멈춰버린 승강기
20. 땅 짚고 헤엄치던 날
21. 밤새 돌아간 선풍기
22. 맛이 이상해요
23. 노랗게 변한 하늘
24. 불이야~!
25. 세탁기 속의 몸부림
26. 콧구멍이 커졌어요
27. 갑자기 나타난 오토바이
28. 가스통의 비명
29. 계단이 안 멈춰요
30. 경운기에는 안전벨트가 없어요
31. 뜀틀 위의 슈퍼맨
32. 귀여운 해피에게 물렸어요
33. 다림질하던 날
34. 쉬익! 으앗! 뱀이다!
35. 나는야 요리사
36. 자전거가 안 멈춰요
37. 말타기 놀이 하던 날
38. 감전되던 날
39. 돌고 도는 회전대
40. 깨어진 유리
41. 약은 잘 알아보고 먹어요
42. 스케이트를 탈 때에는
43. 깜짝 파티를 하려다가 그만...
44. 노는데 정신 팔려서 그만...
45. 앗! 눈이 안 보여요
46. 비디오를 보려다가
47. 안전띠는 생명띠
48. 문고리에 손이 붙었어요
49. 누워서 떡 먹기
50. 계단 손잡이를 타다가
51. 풍선 가스가 무서워요
52. 빠지지 않는 반지 (최종회)